# Daphne Zuniga
Daphne Eurydice Zuniga (San Francisco, Califòrnia, 28 d'octubre de 1962) és una actriu estatunidenca. Va fer el seu debut cinematogràfic a l'slasher de 1982 The Dorm That Dripped Blood (1982) als 19 anys, seguida d'un paper principal en una altra pel·lícula slasher, The Initiation (1984), dos anys després.
Va protagonitzar diverses comèdies, com ara The Sure Thing (1985) de Rob Reiner, al costat de John Cusack, i les comèdies de culte Noies modernes (1986) i L'esbojarrada història de les galàxies (1987). També va protagonitzar al costat de Lucille Ball la pel·lícula dramàtica de televisió Stone Pillow (1986) i a la seqüela de terror de ciència-ficció La mosca 2 (1989). Més tard, Zuniga va obtenir una gran exposició com a actriu de televisió pel seu paper de Jo Reynolds a la telenovel·la de Fox Melrose Place de 1992 a 1996. Altres crèdits de televisió inclouen papers de Victoria Davis a One Tree Hill (2008-2012) i de Lynn Kerr a la sèrie dramàtica Beautiful People.
Zuniga ha estat activa en temes ambientals des de mitjans de la dècada del 2000 i va ser membre fundador de l'Earth Communications Office. També ha treballat amb el Natural Resources Defense Council, la Waterkeeper Alliance i Environment California.

## Vida personal
Zuniga és filla d'Agnes A. (nascuda Janawicz), ministra unitària d'ascendència polonesa i finlandesa, i de Joaquín Alberto Zúñiga Mazariegos, originari de Guatemala, professor emèrit de filosofia a la Universitat Estatal de Califòrnia, East Bay. Daphne té una germana, Jennifer Zuniga, també actriu. Després que els seus pares es divorciéssin, Daphne es va traslladar amb la seva mare i la seva germana de Berkeley (Califòrni) a Reading (Vermont), on va passar la resta dels seus anys d'adolescència.
L'any 2004 va patir una intoxicació per mercuri, que va atribuir al consum excessiu de peix. Després del seu diagnòstic, Zuniga va deixar de consumir peix, a més d'altres carns.
Zuniga va començar a sortir amb l'empresari David Mleczko, a qui va conèixer en una cita a cegues, el 2006, i es van casar en una cerimònia privada a Cambridge (Massachusetts), el 8 de juny de 2019.

## Filmografia

### Cinema
- 1982: The Dorm That Dripped Blood - Debbie
- 1984: The Initiation - Kelly Fairchild/Terry Fairchild
- 1985: La recerca (Vision Quest) - Margie Epstein
- 1985: The Sure Thing - Alison Bradbury
- 1986: Noies modernes (Modern Girls) - Margo
- 1987: L'esbojarrada història de les galàxies (Spaceballs) - Princess Vespa
- 1988: Last Rites - Angela
- 1989: La mosca 2 (The Fly II) - Beth Logan
- 1989: Staying Together - Beverly Young
- 1989: Gross Anatomy - Laurie Rorbach
- 1992: Mad at the Moon - jove Sra. Miller
- 1992: Prey of the Chameleon - Patricia / Elizabeth Burrows
- 1993: Eight Hundred Leagues Down the Amazon - Minha
- 1994: Charlie's Ghost Story - Ronda
- 1994: Cityscrapes: Los Angeles - Chantal
- 1997: Naked in the Cold Sun - Rini
- 1997: Stand-ins - Shirley
- 2000: Artificial Lies - Karen Wettering
- 2000: Enemies of Laughter - Judy
- 2005: Secret Lives - Jill Thompson
- 2006: A-List - Tina
- 2008: Mail Order Bride - Diana McQueen
- 2010: Seducing Charlie Barker - Stella
- 2012: Changing Hearts - Christina Riley
- 2013: Gone Missing - Rene
- 2013: Una vida excepcional (A Remarkable Life) - Tracy
- 2014: Monkey in the Middle - Olive
- 2015: Summer Forever - Sophie
- 2015: Occupy Alice - Cindy Lowe (curtmetratge)
- 2016: Who's Driving Doug - Alison
- 2016: Beyond Paradise - Elana
- 2016: Search Engines - Kate
- 2016: Those Left Behind - Shelly
- 2017: Heartbeats - Michelle Andrews
- 2018: Witness Unprotected - Sam
- 2018: A Christmas Arrangement - Blair Covington
- 2018: Abigail Falls - Anne
- 2019: Christmas in Paris - Kate Fortune

### Televisió
| Any       | Títol                                           | Personatge                  | Notes                                                      |
| --------- | ----------------------------------------------- | --------------------------- | ---------------------------------------------------------- |
| 1983      | Quarterback Princess                            | Kim Maida                   | Telefilm                                                   |
| 1984      | Family Ties                                     | Rachel Miller               | Episodi: "Double Date" Episodi: "The Graduate"             |
| 1985      | Stone Pillow                                    | Carrie Lang                 | Telefilm                                                   |
| 1989      | Nightmare Classics                              | Irene Marlowe               | Episodi: "The Eyes of the Panther"                         |
| 1992–1996 | Melrose Place                                   | Jo Reynolds                 | 110 episodis                                               |
| 1993      | The Hidden Room                                 | Elizabeth Mahern            | Episodi: "The Faithful Follower"                           |
| 1994      | Models Inc.                                     | Jo Reynolds                 | Episodi: "Pilot"                                           |
| 1995      | Happily Ever After: Fairy Tales for Every Child | La Ventafocs (veu)          | Episodi: "Cinderella"                                      |
| 1995      | Degree of Guilt                                 | Teresa 'Terri' Peralta      | Telefilm                                                   |
| 1996      | Pandora's Clock                                 | Dra. Roni Sanders           | Telefilm                                                   |
| 1997      | Johnny Bravo                                    | Gabrielle (veu)             | Episodi: "I Used to Be Funny/My Fair Dork/'Twas the Night" |
| 1997      | Dead Man's Gun                                  | Lillian / Tanya             | Episodi: "Black Widow"                                     |
| 1997      | Spin City                                       | Carrie                      | Episodi: "Hot in the City"                                 |
| 1997      | Loss of Faith                                   | Claire Hainey               | Telefilm                                                   |
| 1998      | Spin City                                       | Carrie                      | Episodi: "It Happened One Night"                           |
| 1998      | Stories from My Childhood                       |                             | Episodi: "Ivan and His Magic Pony"                         |
| 1999      | The Outer Limits                                | Juliette Kagan              | Episodi: "Essence of Life"                                 |
| 1999      | Batman Beyond                                   | Lula (veu)                  | Episodi: "Once Burned"                                     |
| 2000      | Batman Beyond                                   | April Moon (veu)            | Episodi: "April Moon"                                      |
| 2000      | Stark Raving Mad                                | Dra. Anne Russo             | Episodi: "Therapy"                                         |
| 2003      | Law & Order: Special Victims Unit               | Emma Dishell                | Episodi: "Abomination"                                     |
| 2003      | Eve                                             | Sra. King                   | Episodi: "Twas the Fight Before Christmas"                 |
| 2003      | Ghost Dog: A Detective Tail                     | Amanda Morton               | Telefilm                                                   |
| 2004–2005 | American Dreams                                 | Shelly Pierce               | 14 episodis                                                |
| 2005–2006 | Beautiful People                                | Lynn Kerr                   | 16 episodis                                                |
| 2006      | Christmas Do-Over                               | Jill                        | Telefilm                                                   |
| 2006      | The Obsession                                   | Deborah Matthews            | Telefilm                                                   |
| 2007      | Nip/Tuck                                        | Carly Summers               | Episodi: "Carly Summers"                                   |
| 2007–2009 | Spaceballs: The Animated Series                 | Princesa Vespa (veu)        | 12 episodis                                                |
| 2008      | Novel Adventures                                | Laura French                | 8 episodis                                                 |
| 2008–2012 | One Tree Hill                                   | Victoria Davis              | 42 episodis                                                |
| 2009-2010 | Melrose Place                                   | Jo Reynolds                 | Episodi: "Windsor" Episodi: "Santa Fe"                     |
| 2010      | A Family Thanksgiving                           | Claudia                     | Telefilm                                                   |
| 2010      | On Strike for Christmas                         | Joy Robertson               | Telefilm                                                   |
| 2013      | Signed, Sealed, Delivered                       | Andrea Shmeckle             | Telefilm                                                   |
| 2015      | Hindsight                                       | Libby                       | Episodi: "The Cranberries"                                 |
| 2016      | When Duty Calls                                 | Carol Lawton                | Telefilm                                                   |
| 2016      | My Husband Is Missing                           | Ann Bradshaw                | Telefilm                                                   |
| 2017      | The Wrong Babysitter                            | Susan                       | Telefilm                                                   |
| 2019      | Gates of Paradise                               | Infermera Broadfield        | Telefilm                                                   |
| 2020      | NCIS                                            | Navy Commander Stacy Gordon | Episodi: "Lonely Hearts"                                   |
| 2021      | Fantasy Island                                  | Margot                      | Episodi: "The Big Five Oh"                                 |